# قنطريون مترهل
القنطريون المترهل واسمه العلمي (باللاتينية: Centaurea laxa) نوع نباتي ينتمي إلى جنس القنطريون من الفصيلة النجمية.

## الموئل والانتشار
موطنه بلاد الشام وتركيا.